# Papagayo
La pointe de Papagayo, (Punta de Papagayo) , est un site naturel proche de la station balnéaire de Playa Blanca, sur la commune de Yaiza, sur l'île de Lanzarote aux Canaries.

## Toponymie
Papagayo signifie perroquet en espagnol.

## Protection du site
Le site fait partie du Monument National de Los Ajaches.

## Accès
L'accès à la péninsule se fait par une piste non goudronnée et est payant pour les voitures.

## Tourisme
La péninsule compte 5 plages longues de 100 à 500 m.
- Plage du Papagayo ( Playa del Papagayo)
- Playa Mujeres, la plus grande plage de la péninsule
- Playa del Pozo
- Playa de la Cera
- Caleta del Congrio
- Playa del Puerto Muelas.

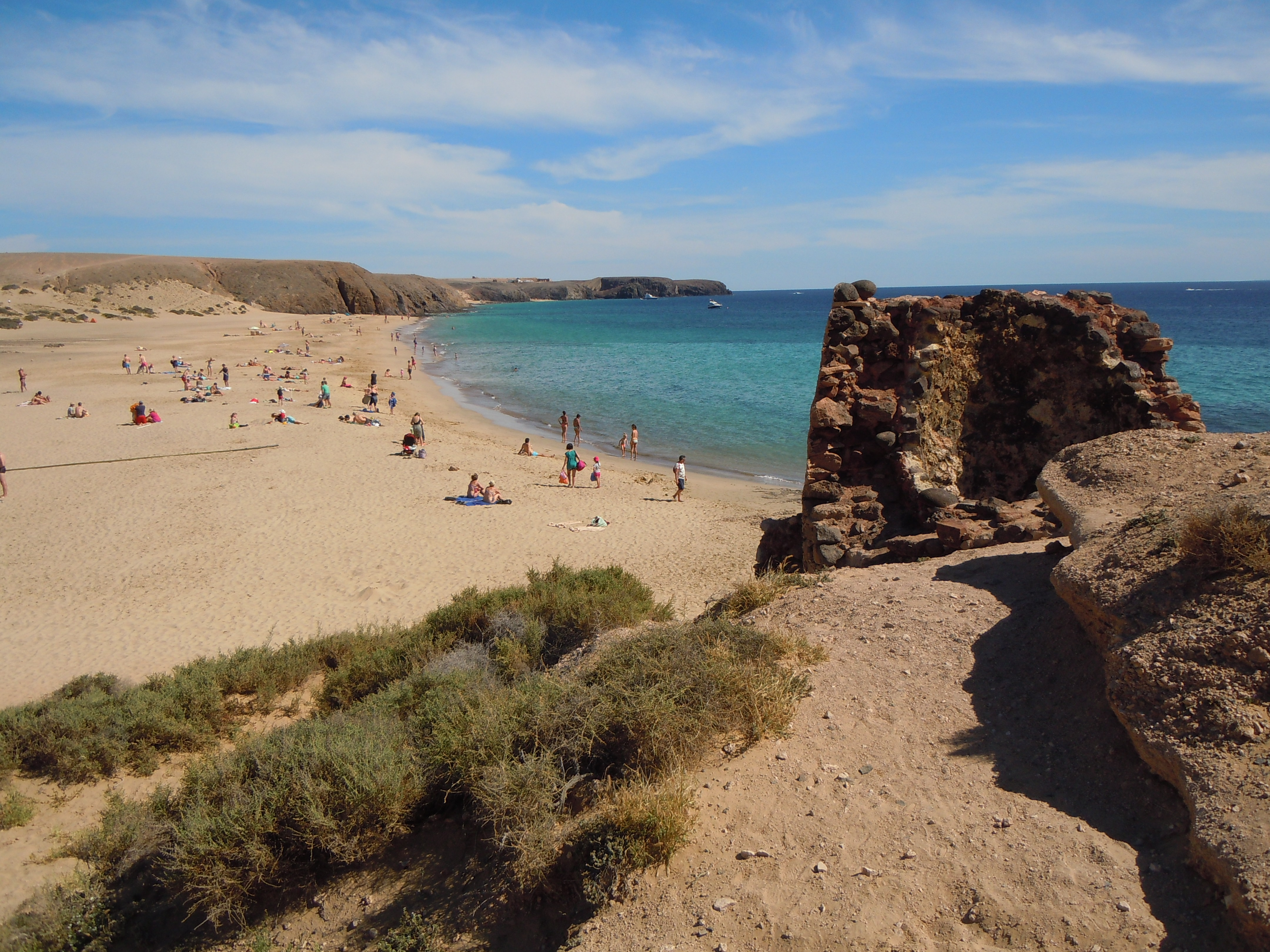
Playa Mujeres
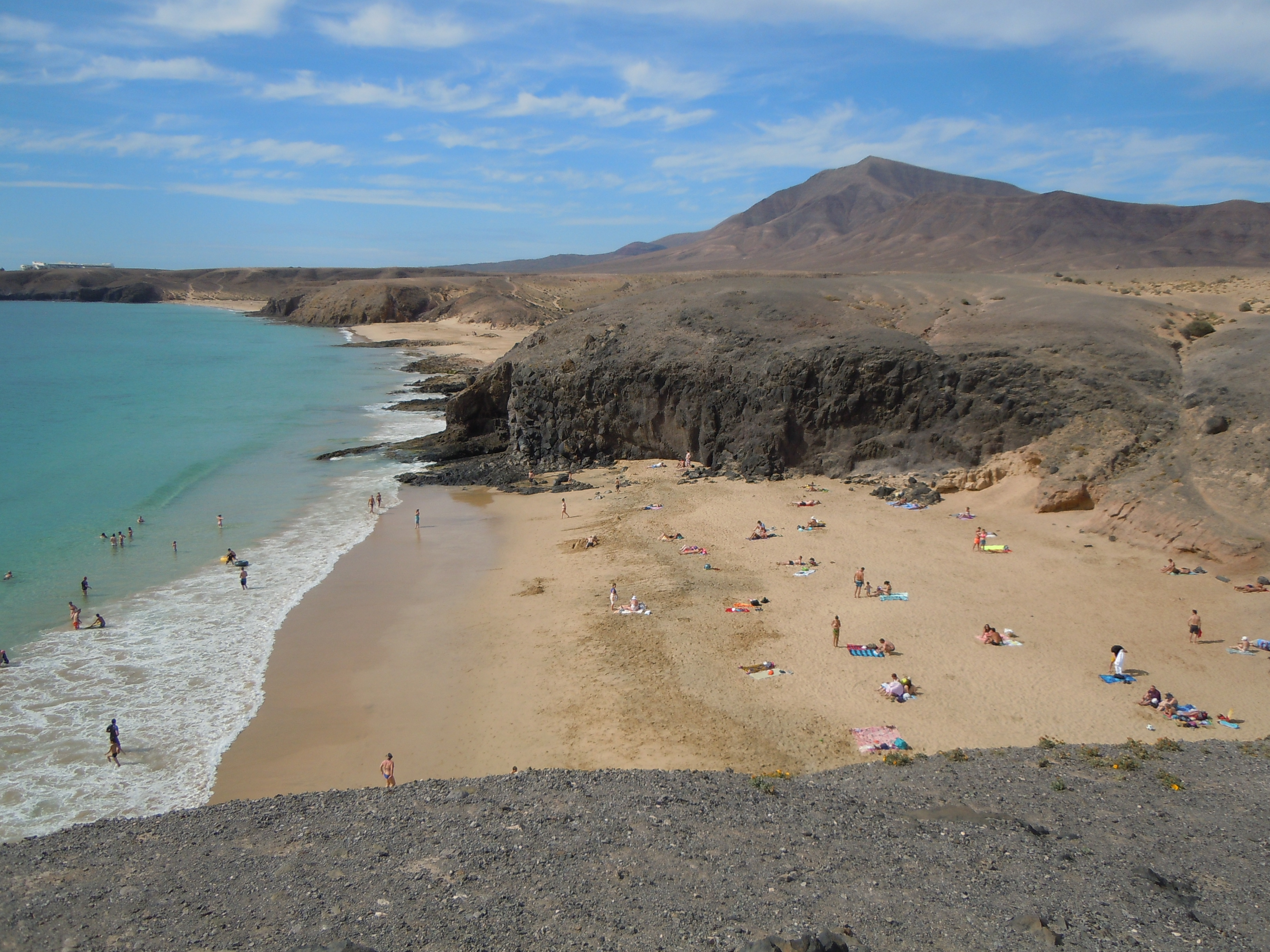
Playa de la Cera
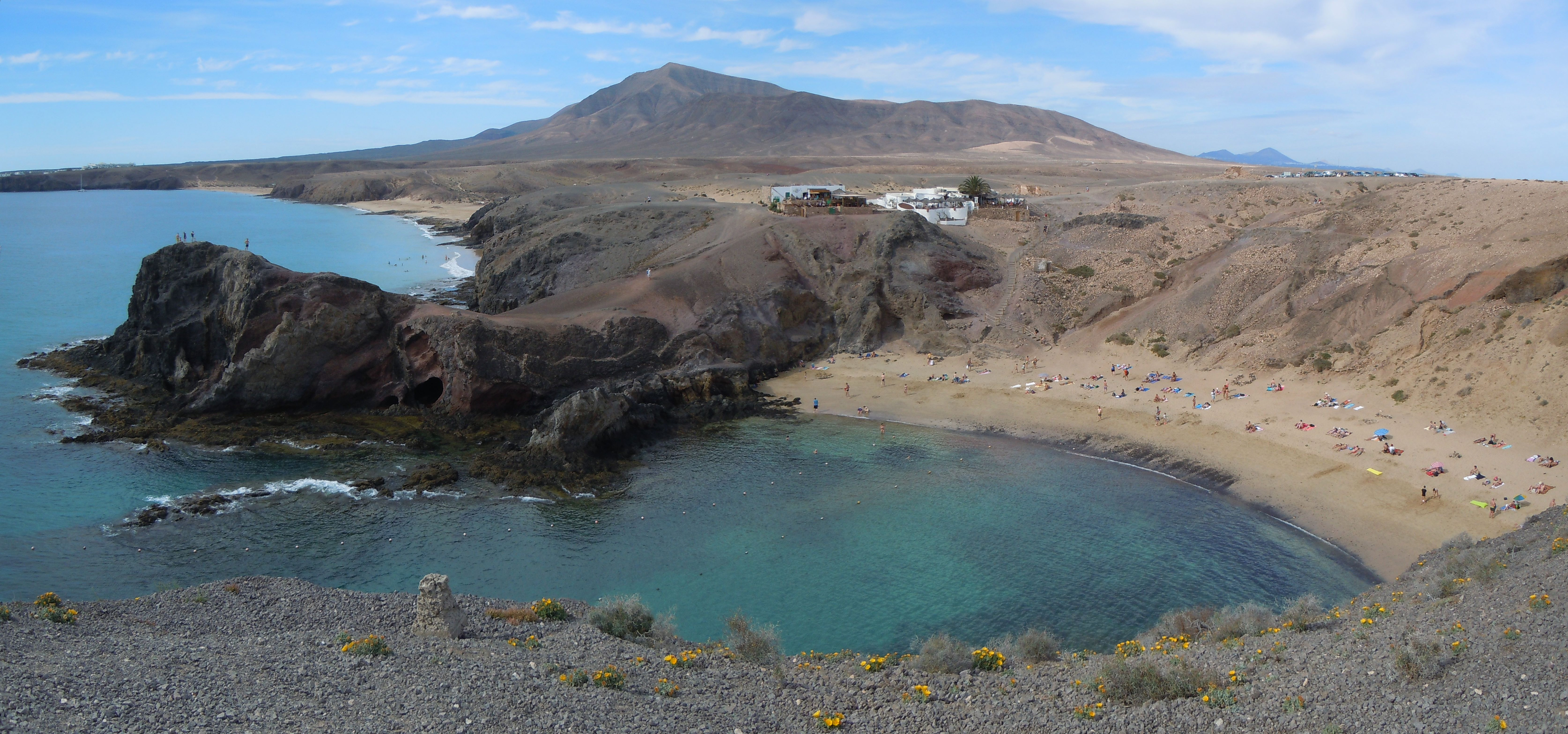
Playa del Papagayo devant le massif de Los Ajaches.

## Flore
La péninsule de Papagayo est remarquable pour sa flore typique des zones arides à influence maritime et compte de nombreuses espèces endémiques aux îles Canaries.
Elle est constituée d'une steppe dominée par des alaugas (Launaea arborescens) et des bruscas (Salsola vermiculata)

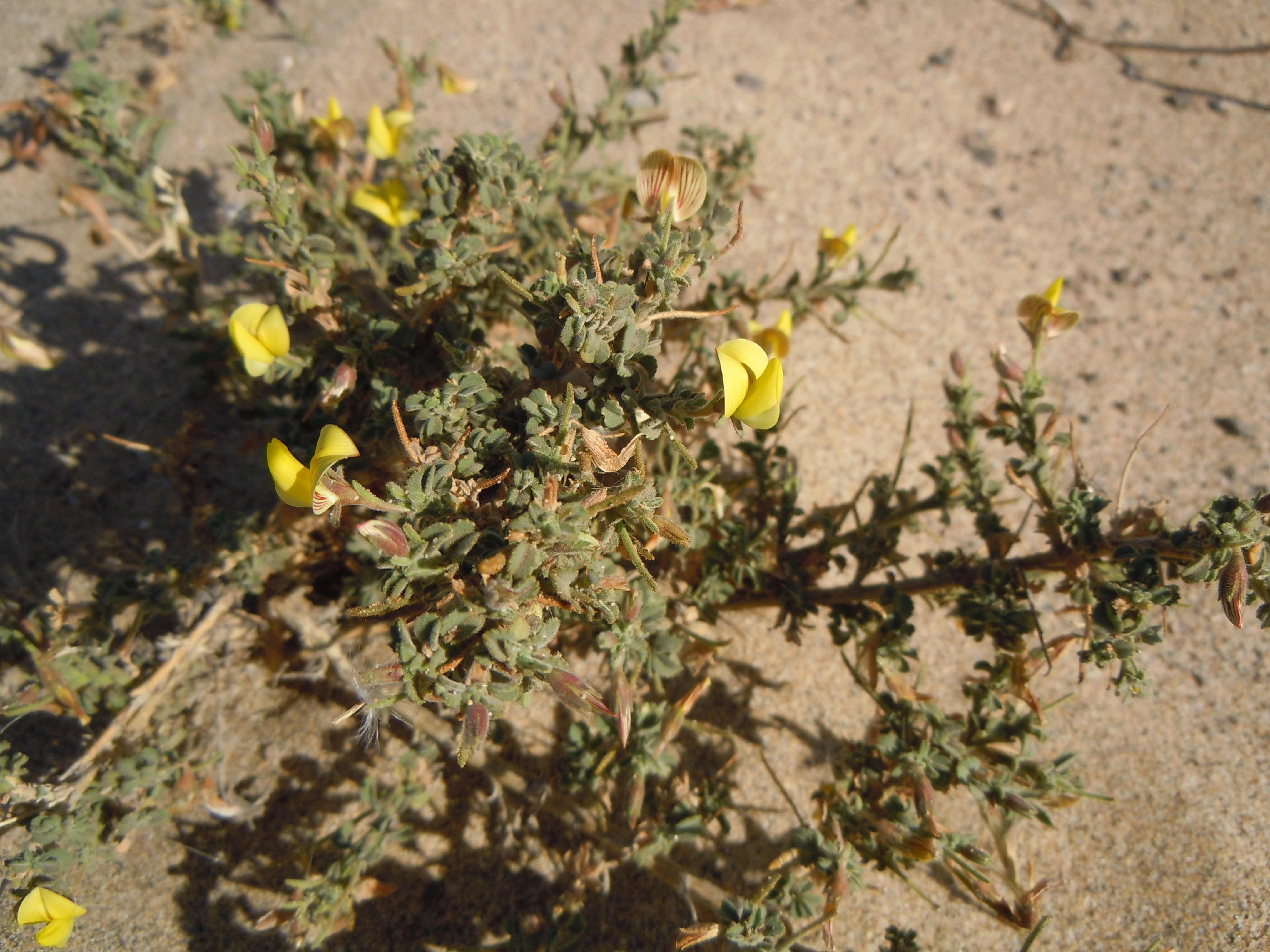
Ononis hesperia
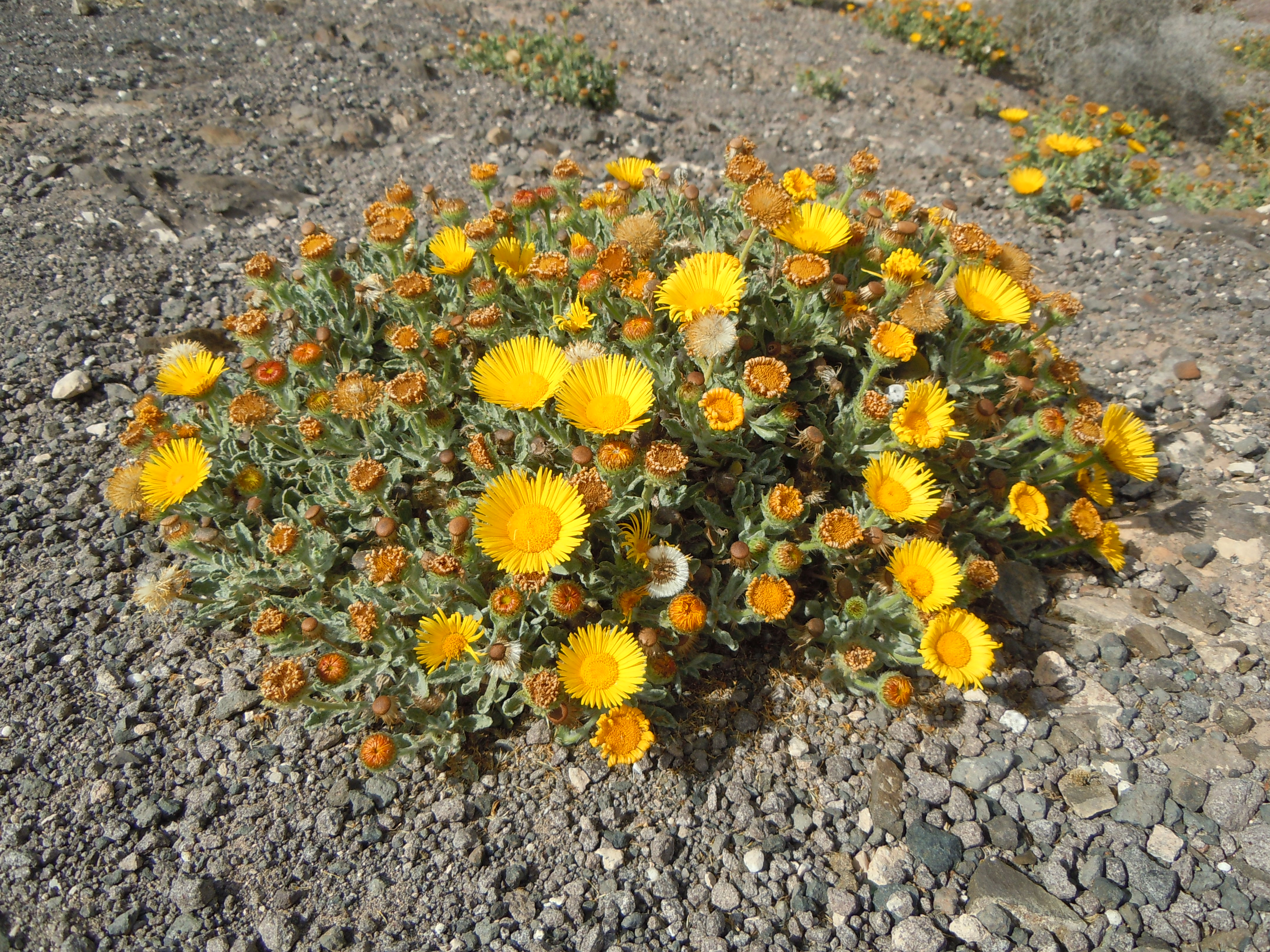
Pulicaria canariensis
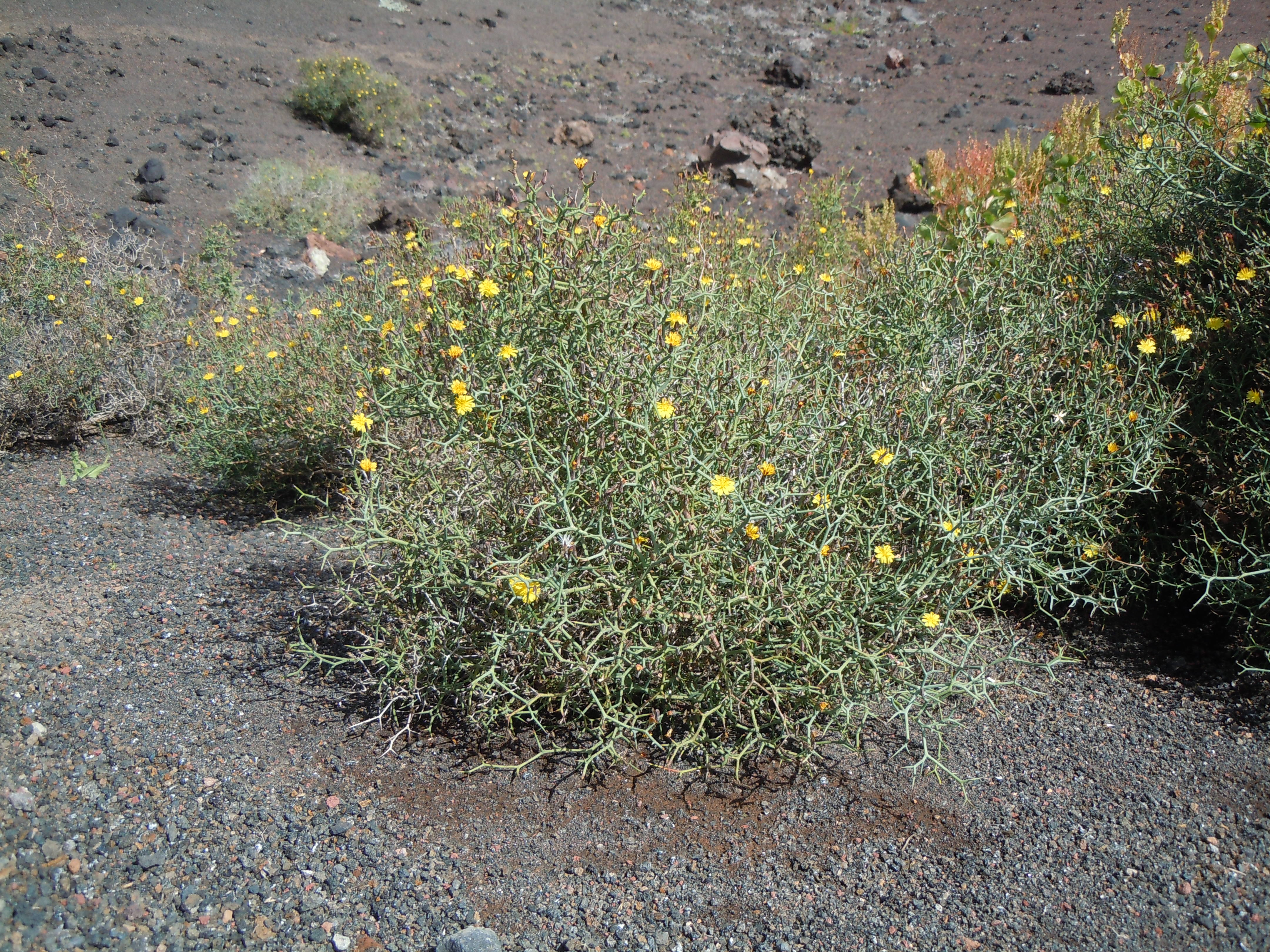
Launaea arborescens
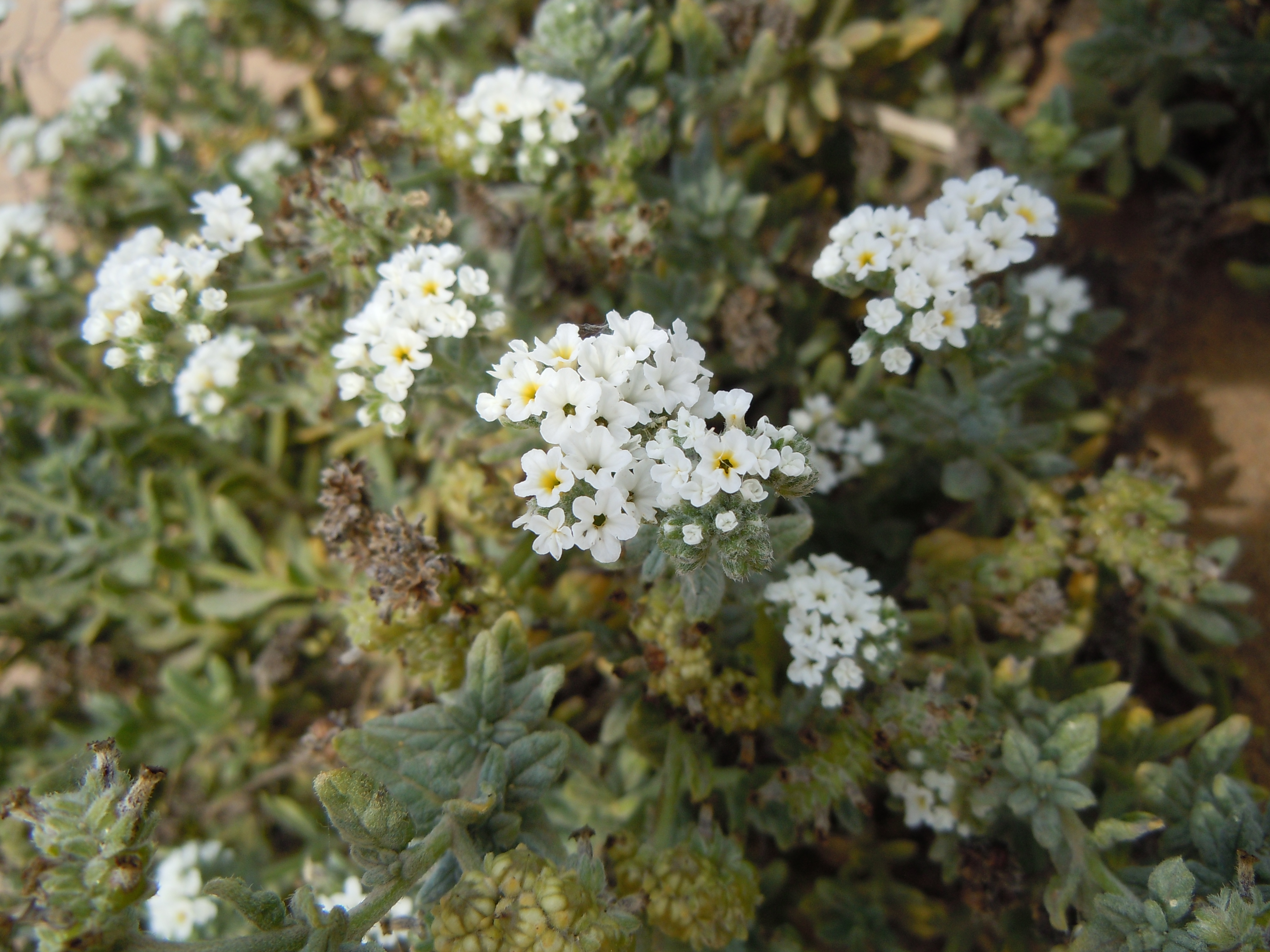
Heliotropium ramosissimum

## Archéologie
Quelques vestiges du site de San Marcial del Rubicon, datant du Moyen Âge sont présents sur la péninsule de Papagayo. 

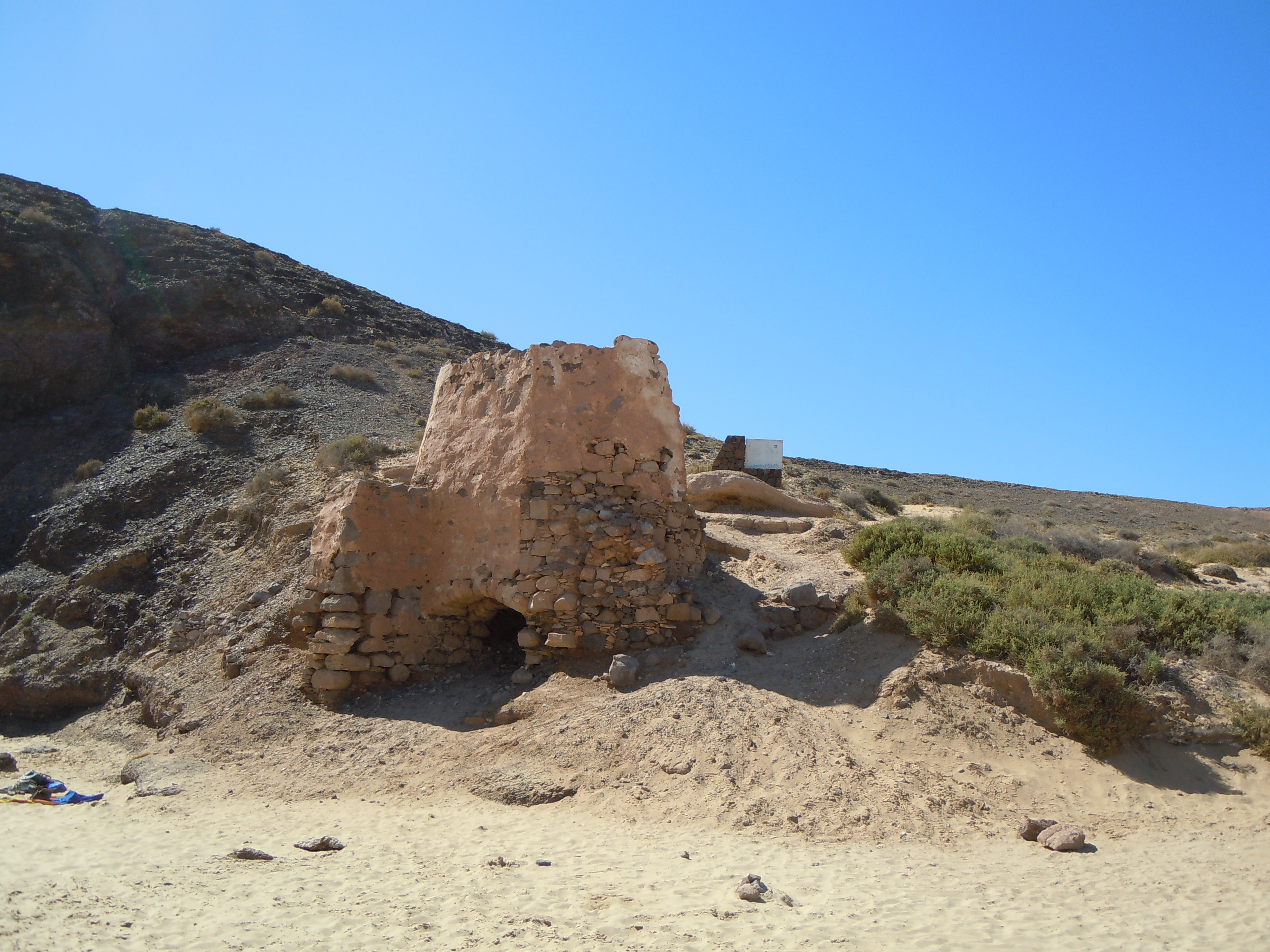
Ruines d'un four à chaux
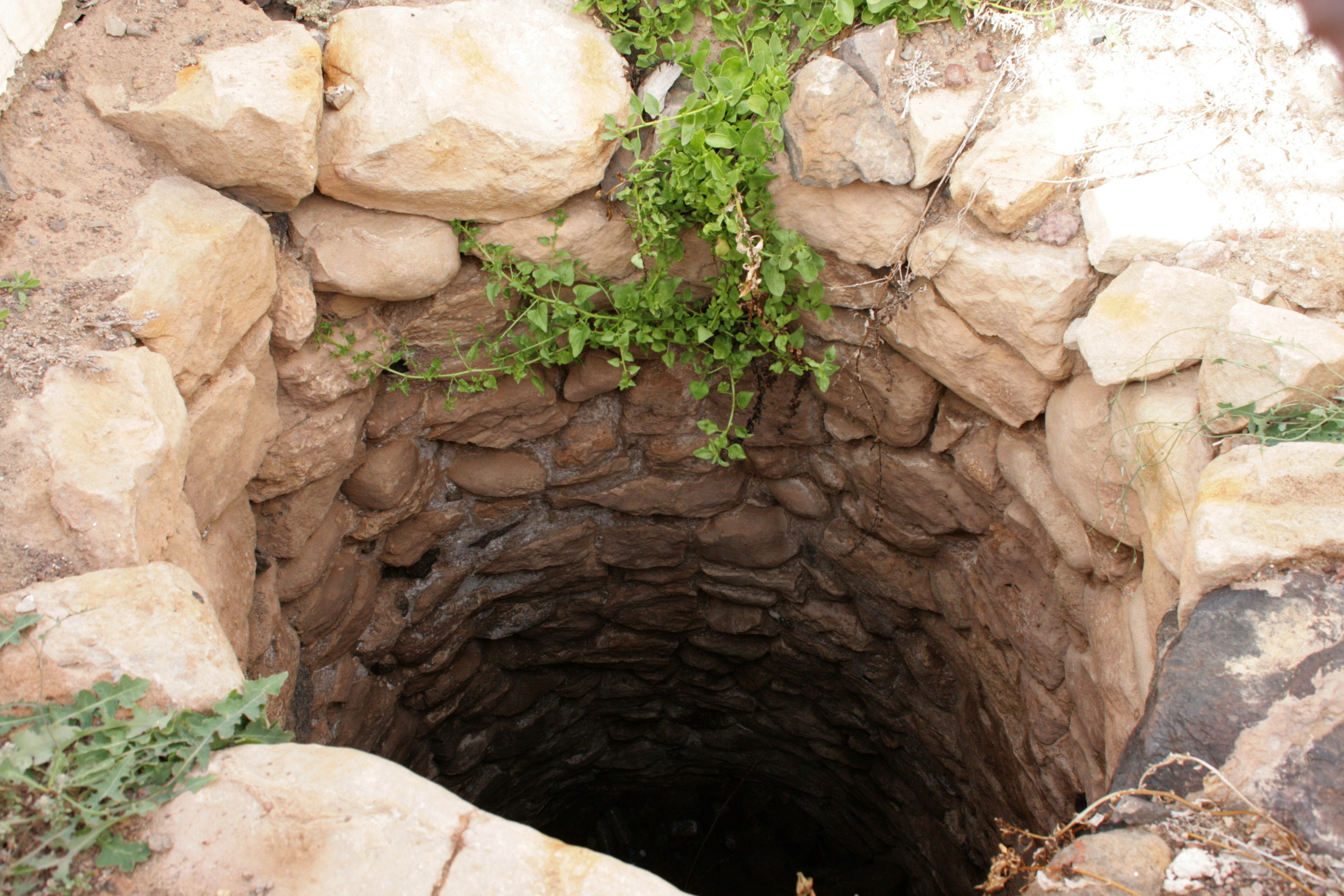
Ancien puits